# Ahmed Mahmoud
Ahmed Mahmoud (Arabic:أحمد محمود) (sinh ngày 30 tháng 3 năm 1989) là một cầu thủ bóng đá người Các Tiểu vương quốc Ả Rập Thống nhất. Hiện tại anh thi đấu cho Baniyas.